# Aimé Cassayet-Armagnac
Laurent Aimé Cassayet-Armagnac (ur. 9 kwietnia 1893 w Mont-de-Marsan, zm. 26 maja 1927 w Narbonie) – francuski rugbysta grający na pozycji wspieracza, olimpijczyk, zdobywca srebrnego medalu w turnieju rugby union na Letnich Igrzyskach Olimpijskich w 1924 roku w Paryżu, mistrz Francji w 1920 roku.

## Kariera sportowa
W trakcie kariery sportowej reprezentował kluby Stadoceste tarbais, Stade Saint Gaudinois oraz RC Narbonne, z pierwszym z nich zdobywając tytuł mistrza Francji w 1920 roku.
Z reprezentacją Francji zagrał w turnieju rugby union na Letnich Igrzyskach Olimpijskich 1924. Wystąpił w obu meczach tych zawodów, w których Francuzi na Stade de Colombes rozgromili 4 maja Rumunię 61–3, a dwa tygodnie później przegrali z USA 3–17. Wygrywając z Rumunami, lecz przegrywając z USA zajęli w turnieju drugie miejsce zdobywając tym samym srebrne medale igrzysk.
W reprezentacji Francji, także jako kapitan, w latach 1920–1927 rozegrał łącznie 31 spotkań zdobywając 9 punktów.
Jego nazwiskiem nazwano miejski stadion w Narbonne.